# مندولک
مندولک، روستایی از توابع بخش مرکزی شهرستان گرمسار در استان سمنان ایران است. پرویز کردوانی پدر کویر شناسی ایران در این روستا متولد گردید.

## جمعیت
این روستا در دهستان حومه قرار دارد و براساس سرشماری مرکز آمار ایران در سال ۱۳۸۵، جمعیت آن ۱۴ نفر (۵خانوار) بوده‌است.